# ワンドロップ・ルール
ワンドロップ・ルール（英語: one-drop rule）とは、家系にサブサハラアフリカ系の祖先が一人でも確認されれば（黒人の血が「一滴」つまりワンドロップでも流れていれば）、その人物は黒人（歴史的にはニグロという言葉が使用された）の一人であると見做されるという法的な人種分類の原則。一滴規定とも呼ばれる。
歴史上アメリカ合衆国では重要な規定と見做されていた。